# Chloe O'Malley
Chloe O'Malley (nacida el 16 de noviembre de 2001) es una actriz canadiense conocida por su papel recurrente de Audrey Luss en la serie de televisión de FX The Strain.

## Baile
O'Malley ha participado en muchas producciones de baile y teatro en el Centro Nacional de Artes de Canadá, con varias de las más preeminentes compañías de ballet, incluyendo Houston Ballet, Pennsylvania Ballet, el Alberta Ballet, el Royal Winnipeg Ballet y el National Ballet of Canada. Interpretó a un joven Elton John en la puesta del Alberta Ballet de Love Lies Bleeding, sobre la vida de Elton John.

## Actriz
Actualmente, O'Malley interpreta a Audrey Luss, la hija del pasajero superviviente y abogado Joan Luss, en La Tensión, del canal FX.

## Filmografía

### Televisión
| Año           | Título     | Papel       | Notas                  |
| ------------- | ---------- | ----------- | ---------------------- |
| 2014          | Northpole  | Andrea      | Película de televisión |
| 2014-presente | The Strain | Audrey Luss | Personaje recurrente   |